# Mathai Kochuparampil
Mathai Kochuparampil SDB (* 28. Mai 1939 in Kanjirapally, Kerala, Indien; † 4. März 1992) war Bischof von Diphu.

## Leben
Mathai Kochuparampil trat der Ordensgemeinschaft der Salesianer Don Boscos bei und empfing am 20. Dezember 1969 das Sakrament der Priesterweihe.
Am 5. Dezember 1983 ernannte ihn Papst Johannes Paul II. zum Bischof von Diphu. Papst Johannes Paul II. spendete ihm am 6. Januar 1984 im Petersdom die Bischofsweihe; Mitkonsekratoren waren die Kurienerzbischöfe Eduardo Martínez Somalo, Substitut im Staatssekretariat des Heiligen Stuhls, und Duraisamy Simon Lourdusamy, Sekretär der Kongregation für die Evangelisierung der Völker.